# Батт IV
Батт IV — царь древней Кирены из рода Баттидов, правивший в 515—466 годах до н. э.
Батт IV был сыном царя Аркесилая III. Он получил власть и удерживал её в своей стране лишь благодаря поддержке Персидской империи. Даже покровительство персидского царя не могло защитить его от постоянных происков своих подданных. Поэтому можно предположить, что царская власть в Кирене к этому времени уже не пользовалась популярностью у народа. 
После Батта IV власть в стране наследовал Аркесилай IV, последний царь из рода Баттидов.